# Єйт
Є́йт (англ. Yate) — місто та цивільна парафія в Південному Глостерширі, Англія. Він розташований на південний захід від пагорбів Котсуолд і за 19 кілометрів на північний схід від центру міста Брістоль і за 18 кілометрів від центру Бата, з регулярним залізничним сполученням з обома містами.
Розвиваючись із невеликого села в містечко з 1950-х років, за переписом 2011 року населення Єйта становило 21 789 осіб. Ринкове місто Чіппінг-Содбері (населення 5045 осіб) межує з Єйтом на сході. Крім того, велика південна частина забудованої території розливається на парафію Додінгтон (населення 8206), і в результаті загальна кількість населення міського району Єйт оцінюється в 35 000.

## Історія
Протягом англосаксонського періоду та навіть у середньовіччі більша частина цієї частини південного Глостерширу була вкрита лісом. Протягом століть землю розчищали для землеробства.
Міська парафіяльна церква Святої Марії походить з норманських часів. Його було змінено протягом 15-го століття та було значно відновлено в 1970 році. Початкова школа Святої Марії, розташована поза стінами церковного двору, була побудована на місці колишньої богадільні.